# Edo (Volk)

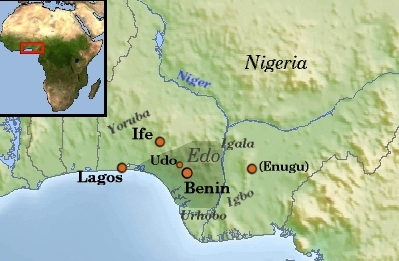
Edo-Gebiet in Nigeria

Ethnien in Nigeria

Die Edo sind ein westafrikanisches Volk in Nigeria, das die Sprache Edo und einige mit ihr eng verwandte Sprachen spricht. 
Die Edo werden auch als „Bini“ bezeichnet und sind die Nachfahren der Gründer des einstmals mächtigen Königreichs Benin. Sie haben einen eigenen Waffentyp entwickelt, das Benin-Schwert.
Zur Ethnie der Edo gehören etwa 2,7 Mio. Menschen. Ihre Sprachen bilden die Gruppe der edoiden Sprachen innerhalb der Niger-Kongo-Sprachen. Die Edo leben in den Plateaus in Zentral-Nigeria, im Bundesstaat Edo. Die Stadt Benin-city ist das kulturelle Zentrum der Edo.

## Religion
Heute ist ein Großteil der Edo christlich. 
In der traditionellen Religion der Edo existiert neben der Menschenwelt eine unsichtbare Welt übernatürlicher Wesen, die auf erstere einwirkt. An Orten, wo diese Welten aufeinandertreffen, werden Rituale abgehalten. Schöpfer dieser Welten und der ersten Menschen ist Osanobua, König über die Geisterwelt. Sein Sohn Olokun ist Herrscher über das Wasser und verantwortlich für den Wohlstand und die Fruchtbarkeit seiner menschlichen Anhänger. Ein weiterer Sohn ist Ogun, Schutzgott der Metallarbeiter.